# Austroplebeia cockerelli
Austroplebeia cockerelli là một loài Hymenoptera trong họ Apidae. Loài này được Rayment mô tả khoa học năm 1930.